# 爱丽丝之诗：失落的仙境之韵
《爱丽丝之诗：失落的仙境之韵》（英語：Alice in Verse: The Lost Rhymes of Wonderland）是英裔美国作家J.T.霍尔登于2010年出版的一部改编自刘易斯·卡罗尔1865年的小说《爱丽丝漫游仙境》的诗集。它用19首诗讲述了爱丽丝在仙境中的冒险故事（“略微涉及了爱丽丝镜中奇遇的故事”)，每首诗的风格都与刘易斯·卡罗尔的原诗相同。书中有36幅插图，由美国艺术家安德鲁·约翰逊绘制。